# 茶臼山遺跡
座標: 北緯36度02分44.0秒 東経138度07分20.0秒 / 北緯36.045556度 東経138.122222度
茶臼山遺跡（ちゃうすやまいせき）は、長野県諏訪市上諏訪9496番にある旧石器時代の遺跡である。出土品は「茶臼山遺跡出土品」として市の有形文化財に指定されている。

## 概要
諏訪湖東岸の標高844メートルの高台に立地する。1952年（昭和27年）、藤森栄一らによって発掘調査された。
800点以上の遺物があり、ナイフ形石器や刃器状剥片など、和田峠で産出された黒耀石が多い。これらの出土品（市有形文化財）は諏訪市博物館に展示されている。
現地は県営「桜ケ丘団地」となっており、遺跡の説明板がある。